# سنترتلکام
سنترتلکام (روسی: ОАО «Центртелеком») شرکت مخابرات روسی است، که در سال ۱۸۹۰ تأسیس شد.